# Glacier de l'A Neuve
Le glacier de l'A Neuve est un glacier de Suisse. Il est situé dans le massif du Mont-Blanc, dans le Haut Val Ferret.